# Euclystis intacta
Euclystis intacta là một loài bướm đêm trong họ Erebidae.